# باول فوستر (كاتب)
باول فوستر (بالإنجليزية: Paul Foster)‏ هو كاتب أمريكي، ولد في 7 نوفمبر 1934، وتوفي في 23 يونيو 2003 بسبب نوبة قلبية.